# 名
名 (nom, réputation) est un kanji composé de 6 traits et fondé sur 口. Il fait partie des kyōiku kanji de 1re année.
Il se lit メイ (mei) ou ミョウ (myō) en lecture on et な (na) en lecture kun.
Il est aussi employé pour écrire des prénoms, par exemple Erina (prénom) : 依利名.

## Compteur
1. 名 (メイ, mei) : compteur pour les personnes (langage poli et utilisé notamment dans le service client…).

- 一名 : イチメイ (ichimei)
- ニ名 : ニメイ (nimei)
- 三名 : サンメイ (sanmei)
- 四名 : ヨンメイ (yonmei)
- 五名 : ゴメイ (gomei)
- 六名 : ロクメイ (rokumei)
- 七名 : ななメイ (nanamei)
- 八名 : ハチメイ (hachimei)
- 九名 : クュウメイ (kyuumei)
- 十名 : ジュウメイ (juumei)

## Exemples
- 名前 (namae) : nom (prénom)
- 名字 (myouji) : nom (de famille)
- 平仮名 (hiragana) : hiragana
- 片仮名 (katakana) : katakana
- 仮名 (kana) : kana
- 名刺 (meishi) : carte de visite
- 名古屋 (Nagoya) : Nagoya
- 有名 (yuumei) : célèbre